# Zographus pulverulentus
Zographus pulverulentus là một loài bọ cánh cứng trong họ Cerambycidae.